# ジョー・スティーブンソン
ジョー・スティーブンソン（Joe Stevenson、1982年6月15日 - ）は、アメリカ合衆国の男性総合格闘家。カリフォルニア州トーランス出身。ジャクソンズMMA所属。元KOTC世界ライト級王者。元KOTC世界ウェルター級王者。TUF 2ウェルター級王者。
ニックネームの「ダディ」は4人の息子を持っていることに由来している。

## 来歴
11歳でレスリングを始めた。13歳からブラジリアン柔術を学び、16歳でプロ総合格闘技デビュー。

### TUF
2005年8月から11月にかけて放送されたリアリティ番組「The Ultimate Fighter」のシーズン2にマット・ヒューズ率いるチーム・ヒューズのウェルター級選手として参加。エリミネイションバウトを勝ち抜き、11月5日に開催されたThe Ultimate Fighter 2 Finaleのウェルター級トーナメント決勝戦ではルーク・クモに3-0の判定勝ちで優勝を果たした。

### UFC

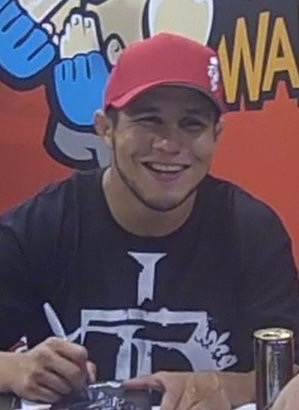
UFCファンエキスポでのスティーブンソン

2006年7月8日、UFC 61でイーブス・エドワーズと対戦し、ドクターストップでTKO勝ち。ファイト・オブ・ザ・ナイトを受賞した。
2006年11月18日、UFC 65で三島☆ド根性ノ助と対戦し、フロントチョークで一本勝ち。サブミッション・オブ・ザ・ナイトを受賞した。
2007年4月5日、UFC Fight Night: Stevenson vs. Guillardでメルヴィン・ギラードと対戦し、1R開始27秒、フロントチョークで一本勝ち。サブミッション・オブ・ザ・ナイトを受賞した。
2008年1月19日、UFC 80の世界ライト級王座決定戦でBJ・ペンと対戦し、チョークスリーパーで一本負けを喫し王座獲得に失敗した。
2008年7月5日、UFC 86ではグレイゾン・チバウに一本勝ち。11月15日、UFC 91ではケニー・フロリアンと対戦し、チョークスリーパーで一本負け。
2009年2月21日、UFC 95でディエゴ・サンチェスと対戦し、0-3の判定負け。ファイト・オブ・ザ・ナイトを受賞した。4月、コブラ会柔術からジャクソンズ・サブミッション・ファイティングへ移籍した。6月20日、The Ultimate Fighter: United States vs. United Kingdom Finaleでネイサン・ディアスに判定勝ちを収め、2試合連続のファイト・オブ・ザ・ナイトを受賞した。
2010年2月20日、オーストラリアで開催されたUFC 110でジョージ・ソテロポロスと対戦し、0-3の判定負け。ファイト・オブ・ザ・ナイトを受賞した。
2010年8月1日のUFC Live: Jones vs. Matyushenkoで五味隆典と対戦予定であったが、負傷により欠場した。
2010年12月11日、UFC 124でマック・ダンジグと対戦し、カウンターの左フックで失神KO負けを喫した。
2011年3月3日、UFC Live: Sanchez vs. Kampmannでダニー・カスティーリョと対戦し、0-3の判定負け。
2011年6月26日、フェザー級転向初戦となったUFC Live: Kongo vs. Barryでハビエル・バスケスと対戦し、3-0の判定負け。4連敗となり、UFCをリリースされた。TUF優勝者のリリースはトラヴィス・ルター、エフレイン・エスクデロ、ケンドール・グローブ に続き4人目となった。

## 戦績

### 総合格闘技
| 総合格闘技 戦績 | 総合格闘技 戦績 | 総合格闘技 戦績 | 総合格闘技 戦績 | 総合格闘技 戦績 | 総合格闘技 戦績 | 総合格闘技 戦績 |
| --------------- | --------------- | --------------- | --------------- | --------------- | --------------- | --------------- |
| 47 試合         | (T)KO           | 一本            | 判定            | その他          | 引き分け        | 無効試合        |
| 31 勝           | 6               | 15              | 10              | 0               | 0               | 0               |
| 16 敗           | 2               | 5               | 9               | 0               | 0               | 0               |

| 勝敗 | 対戦相手                   | 試合結果                                 | 大会名                                                                       | 開催年月日     |
| ×    | ドミニク・ロビンソン       | 5分5R終了 判定1-2                        | Mosley Showdown / Swarm Entertainment: Super Brawl 1                         | 2015年1月30日  |
| ×    | ダコタ・コクラン           | 2R 1:04 リアネイキドチョーク             | RFA 3: Stevenson vs. Cochrane                                                | 2012年6月30日  |
| ×    | ハビエル・バスケス         | 5分3R終了 判定0-3                        | UFC Live: Kongo vs. Barry                                                    | 2011年6月26日  |
| ×    | ダニー・カスティーリョ     | 5分3R終了 判定0-3                        | UFC Live: Sanchez vs. Kampmann                                               | 2011年3月3日   |
| ×    | マック・ダンジグ           | 1R 1:54 KO（左フック）                   | UFC 124: St-Pierre vs. Koscheck 2                                            | 2010年12月11日 |
| ×    | ジョージ・ソテロポロス     | 5分3R終了 判定0-3                        | UFC 110: Nogueira vs. Velasquez                                              | 2010年2月20日  |
| ○    | スペンサー・フィッシャー   | 2R 4:03 ギブアップ（グラウンドの肘打ち） | UFC 104: Machida vs. Shogun                                                  | 2009年10月24日 |
| ○    | ネイサン・ディアス         | 5分3R終了 判定3-0                        | The Ultimate Fighter: United States vs. United Kingdom Finale                | 2009年6月20日  |
| ×    | ディエゴ・サンチェス       | 5分3R終了 判定0-3                        | UFC 95: Sanchez vs. Stevenson                                                | 2009年2月21日  |
| ×    | ケニー・フロリアン         | 1R 4:03 チョークスリーパー               | UFC 91: Couture vs. Lesnar                                                   | 2008年11月15日 |
| ○    | グレイゾン・チバウ         | 2R 2:57 フロントチョーク                 | UFC 86: Jackson vs. Griffin                                                  | 2008年7月5日   |
| ×    | BJ・ペン                   | 2R 4:02 チョークスリーパー               | UFC 80: Rapid Fire 【UFC世界ライト級王座決定戦】                             | 2008年1月19日  |
| ○    | カート・ペレグリーノ       | 5分3R終了 判定3-0                        | UFC 74: Respect                                                              | 2007年8月25日  |
| ○    | メルヴィン・ギラード       | 1R 0:27 フロントチョーク                 | UFC Fight Night: Stevenson vs. Guillard                                      | 2007年4月5日   |
| ○    | 三島☆ド根性ノ助            | 1R 2:07 フロントチョーク                 | UFC 65: Bad Intentions                                                       | 2006年11月18日 |
| ○    | イーブス・エドワーズ       | 2R終了時 TKO（ドクターストップ）         | UFC 61: Bitter Rivals                                                        | 2006年7月8日   |
| ×    | ジョシュ・ニアー           | 5分3R終了 判定0-3                        | Ultimate Fight Night 4                                                       | 2006年4月6日   |
| ○    | ルーク・クモ               | 5分3R終了 判定3-0                        | The Ultimate Fighter 2 Finale 【ウェルター級トーナメント 決勝】              | 2005年11月5日  |
| ○    | ジョー・カマチョ           | 2R 4:36 チョークスリーパー               | KOTC 33: After Shock                                                         | 2004年2月20日  |
| ○    | コーリー・キャス           | 1R 1:10 ギブアップ                       | Gladiator Challenge 21                                                       | 2003年12月7日  |
| ○    | トーマス・シュルト         | 1R 3:29 KO（膝蹴り）                     | KOTC 30: The Pinnacle 【KOTC世界ライト級タイトルマッチ】                     | 2003年11月2日  |
| ○    | デミトリアス・ジェフォード | 1R 1:09 KO                               | Gladiator Challenge 19                                                       | 2003年9月28日  |
| ○    | キコ・カッセラ             | 1R 4:21 TKO（タオル投入）                | KOTC 27: Aftermath                                                           | 2003年8月10日  |
| ○    | トーマス・デニー           | 1R 0:15 フロントチョーク                 | KOTC 23: Sin City                                                            | 2003年5月16日  |
| ○    | チャック・キム             | 1R 1:03 腕ひしぎ十字固め                 | Gladiator Challenge 15                                                       | 2003年4月13日  |
| ○    | ケイシー・バルケンブッシュ | 1R 2:27 TKO（肘打ち）                    | Gladiator Challenge 14                                                       | 2003年2月16日  |
| ×    | ロミー・アラム             | 5分3R終了 判定0-3                        | KOTC 17: San Jacinto 【KOTC世界ウェルター級タイトルマッチ】                  | 2002年10月19日 |
| ○    | ジェレミー・ジャクソン     | 1R 1:27 ギブアップ（パンチ連打）         | KOTC 15: Bad Intentions 【KOTC世界ウェルター級タイトルマッチ】               | 2002年6月22日  |
| ○    | クルーズ・チャコン         | 1R 1:35 膝十字固め                       | Ring of Fire 4: Warriors 【ROFウェルター級王座決定戦】                       | 2002年3月15日  |
| ○    | ジェリー・グモ             | 1R 1:05 チョークスリーパー               | KOTC 12: Cold Blood 【KOTC世界ウェルター級タイトルマッチ】                   | 2002年2月9日   |
| ○    | ブラッド・ガム             | 4分3R終了 判定                           | Ultimate Pankration 1                                                        | 2001年11月11日 |
| ○    | ゲイリー・アルダー         | 1R 2:37 TKO（パンチ連打）                | Gladiator Challenge 6: Caged Beasts 【GCウェルター級王座決定戦】             | 2001年9月9日   |
| ×    | ブラッド・ガム             | 5分3R終了 判定                           | Gladiator Challenge 5: Rumble in the Rockies                                 | 2001年8月19日  |
| ○    | ライアン・ペインター       | 5分2R終了 判定2-1                        | KOTC 10: Critical Mass 【KOTC世界ウェルター級タイトルマッチ】                | 2001年8月4日   |
| ○    | エドウィン・デューイーズ   | 5分3R終了 判定3-0                        | Gladiator Challenge 4: Collision at Colusa                                   | 2001年6月17日  |
| ×    | ロナルド・ジューン         | 5分3R終了 判定0-3                        | Warriors Quest 1: The New Beginning 【Warriors Questミドル級王座決定戦】     | 2001年5月29日  |
| ○    | モーリス・ウィルソン       | 5分3R終了 判定3-0                        | Gladiator Challenge 3: Showdown at Soboba                                    | 2001年4月7日   |
| ○    | カイ・カマカ               | 1R 2:16 肩固め                           | Gladiator Challenge 2: Collision at Colusa                                   | 2001年2月18日  |
| ○    | エリック・ミーダーズ       | 5分3R終了 判定3-0                        | KOTC 6: Road Warriors 【KOTC世界ウェルター級タイトルマッチ】                 | 2000年11月29日 |
| ○    | マイク・ベラルディ         | 3分3R終了 判定3-0                        | Rage in the Cage 20 【RITCウェルター級タイトルマッチ】                       | 2000年8月30日  |
| ○    | デビッド・ロバーツ         | 1R ギブアップ                            | Huntington Beach Underground Pancrase                                        | 2000年5月13日  |
| ○    | トビー・イマダ             | 5分2R終了 判定                           | KOTC 3: Knockout Nightmare                                                   | 2000年4月15日  |
| ×    | モーリス・ウィルソン       | 2R フロントチョーク                      | Extreme Fighter Challenge                                                    | 2000年2月2日   |
| ×    | クリス・ブレナン           | 1R 2:04 三角絞め                         | KOTC 1: Bas Rutten's King of the Cage 【ミドル級スーパーファイト王座決定戦】 | 1999年10月30日 |
| ×    | ジェンス・パルヴァー       | 1R 0:38 KO（パンチ）                     | Bas Rutten Invitational 3                                                    | 1999年6月1日   |
| ○    | スティーブ・ホートン       | 1R 2:21 チョークスリーパー               | Bas Rutten Invitational 3                                                    | 1999年6月1日   |
| ○    | ジョー・カマチョ           | 1R 三角絞め                              | Empire Submission Fighting: Empire One                                       | 1999年5月15日  |

### 総合格闘技エキシビション
| 勝敗 | 対戦相手                   | 試合結果                 | 大会名                           | 開催年月日    |
| ×    | ハイダー・ハッサン         | 1R 0:18 KO（右アッパー） | The Ultimate Fighter: Redemption | 2017年2月14日 |
| ×    | ジャスティン・エドワーズ   | 5分2R終了 判定0-3        | The Ultimate Fighter: Redemption | 2017年2月8日  |
| ○    | ジェイソン・フォン・フルー | 1R 4:49 腕ひしぎ十字固め | The Ultimate Fighter 2           | 2005年7月12日 |
| ○    | マーカス・デイヴィス       | 1R 4:12 TKO（肘打ち）    | The Ultimate Fighter 2           | 2005年6月22日 |

## 獲得タイトル
- RITCウェルター級王座（2000年）
- 第2代KOTC世界ウェルター級王座（2000年）
- Gladiator Challengeウェルター級王座（2001年）
- ROFウェルター級王座（2002年）
- 第5代KOTC世界ライト級王座（2003年）
- The Ultimate Fighter 2 ウェルター級トーナメント 優勝（2005年）

## 表彰
- ブラジリアン柔術 黒帯
- 柔道 黒帯
- UFC ファイト・オブ・ザ・ナイト（4回）
- UFC サブミッション・オブ・ザ・ナイト（2回）